# Raumforschung
Als Raumforschung wird eine interdisziplinäre Forschungsrichtung bezeichnet, welche die wissenschaftliche Grundlage der Raumordnung und Raumplanung bildet. Dazu gehören sowohl angewandte als auch Grundlagenforschung. Das Erkenntnisobjekt bilden Teilräume der festen Erdoberfläche in den verschiedenen Maßstabsebenen (z. B. Städte, Regionen). Je nach Maßstabsebene und politischer Definition ergeben sich unterschiedliche Bezeichnungen und Schwerpunkte wie beispielsweise Stadtforschung und Regionalwissenschaft.
Ein Ziel der Raumforschung ist die Erfassung, Beschreibung und Erklärung der Strukturen, Prozesse und Funktionsweisen raumbezogener Probleme zwischen Mensch und Umwelt. Aufbauend auf diesen Erkenntnissen steht das Ziel einer nachhaltigen Raumentwicklung.
Die erste Institutionalisierung der Raumforschung erfolgte in der NS-Zeit. So wurden 1935 die Reichsarbeitsgemeinschaft für Raumforschung und ab 1936 die Hochschularbeitsgemeinschaften für Raumforschung gegründet. Die Institutionalisierung der Raumforschung wurde nach 1945 unter veränderten Umständen fortgesetzt. 1946 gründete sich die Akademie für Raumforschung und Landesplanung (Hannover) und 1949 das Institut für Raumforschung (Bonn-Bad Godesberg).

## Forschungseinrichtungen
Raumforschung wird in Hochschulinstituten, Akademien und außeruniversitären Forschungseinrichtungen betrieben.
- In Deutschland sind das Leibniz-Institut für ökologische Raumentwicklung in Dresden, das Leibniz-Institut für Regionalentwicklung und Strukturplanung in Erkner, die Akademie für Raumentwicklung in der Leibniz-Gemeinschaft in Hannover, das Leibniz-Institut für Länderkunde in Leipzig sowie das ILS–Institut für Landes- und Stadtentwicklungsforschung in Dortmund anzuführen. Diese Forschungseinrichtungen bilden gemeinsam das 5R-Netzwerk der raumwissenschaftlichen Einrichtungen der Leibniz-Gemeinschaft[1].
- In Österreich, speziell in Wien, ist neben der Universität Wien (Institut für Geographie und Regionalforschung) und der TU Wien (Fachbereich Stadt- und Regionalforschung), auch die Österreichische Akademie der Wissenschaften und ihr Institut für Stadt- und Regionalforschung zu erwähnen.
- In der Schweiz ist die Situation durch die kantonale Gliederung unterschiedlich; relevante Forschungsinstitute befinden sich an der ETH Zürich und an der École polytechnique fédérale de Lausanne.

Unter anderem partizipieren folgende Wissenschaftsdisziplinen:
- Geographie
- Soziologie
- Demographie
- Ökonomie